# لارس باك
لارس باك (بالدنماركية: Lars Bak)‏ مواليد 16 يناير 1980 في سيلكيبورج، هو دراج دانمركي سابق في صنف سباق الدراجات على الطريق. سبق أن شارك في دورة الألعاب الأولمبية الصيفية.

## سجل النتائج

### سباقات أو مراحل فاز بها
| التاريخ        | السباق                                                                            | المركز                      |
| -------------- | --------------------------------------------------------------------------------- | --------------------------- |
| 18 أغسطس 2001  | طواف الدنمارك 2001                                                                | السابع في تصنيف الجبال      |
| 10 أغسطس 2003  | فيين روندت 2003                                                                   |                             |
| 30 مايو 2004   | طواف لوكسمبورغ 2004                                                               | التاسع في التصنيف العام     |
| 01 يناير 2005  | Course en ligne masculine aux championnats du Danemark de cyclisme sur route 2005 |                             |
| 01 يناير 2005  | Contre-la-montre masculin aux championnats du Danemark de cyclisme sur route 2005 |                             |
| 10 سبتمبر 2005 | تور دي أفينير 2005                                                                |                             |
| 06 أكتوبر 2005 | باريس بورج 2005                                                                   | الأول في التصنيف العام      |
| 31 يناير 2006  | سباق جائزة لا مارسيليس الكبرى 2006                                                | الثامن في التصنيف العام     |
| 06 أغسطس 2006  | طواف الدنمارك 2006                                                                | الرابع في تصنيف الجبال      |
| 17 سبتمبر 2006 | طواف إسبانيا 2006                                                                 | المرتبة 21 في التصنيف العام |
| 01 يناير 2007  | Contre-la-montre masculin aux championnats du Danemark de cyclisme sur route 2007 |                             |
| 01 يناير 2008  | Contre-la-montre masculin aux championnats du Danemark de cyclisme sur route 2008 |                             |
| 19 أكتوبر 2008 | طواف هيرالد صن 2008                                                               |                             |
| 01 يناير 2009  | Contre-la-montre masculin aux championnats du Danemark de cyclisme sur route 2009 |                             |
| 01 يناير 2010  | Course en ligne masculine aux championnats du Danemark de cyclisme sur route 2010 |                             |
| 09 سبتمبر 2012 | جي بي دي فورميس 2012                                                              | الأول في التصنيف العام      |

### المراكز
- حقق المركز الـ 2 في طواف بولندا 2008

## الميداليات
| الميدالية | المسابقة                       |
| --------- | ------------------------------ |
| فضية      | الألعاب الأولمبية الصيفية 2000 |

## وصلات خارجية
- الموقع الرسمي

## روابط خارجية
- لارس باك على موقع الاتحاد الدولي للدراجات (الإنجليزية)
- لارس باك على موقع أرشيف الدراجات (الإنجليزية)
- لارس باك على موقع إحصائيات الدراجات الإحترافية (الإنجليزية)
- لارس باك على موقع نسبة الدراجات (الإنجليزية)
- لارس باك على موقع CycleBase (الإنجليزية)
- لارس باك على موقع أوليمبيديا (الإنجليزية)